# 高橋豐二
高橋豐二（1913年—1940年3月5日），日本足球運動員，前日本國家足球隊成員，並參加1936年夏季奥林匹克运动会。

## 日本國家足球隊
高橋豐二参加了1936年夏季奥林匹克运动会。（日本 3-2 瑞典 8月4日，日本 0-8 意大利 8月7日）

## 死亡
高橋豐二加入了日本海軍，但1940年3月5日在館山市訓練時因意外而死亡。